# Katianna antennapartita
Katianna antennapartita är en urinsektsart som beskrevs av John Tenison Salmon 1941. Katianna antennapartita ingår i släktet Katianna och familjen Katiannidae. Inga underarter finns listade i Catalogue of Life.